# 1996 în informatică
- 1995 în informatică — 1996 în informatică — 1997 în informatică

1996 în informatică a însemnat o serie de evenimente noi notabile:

## Premiul Turing
- Amir Pnueli